# ウェザーブレイク
『ウェザーブレイク』とは、テレビ東京の制作により、テレビ東京系列（TXN）の各局や同時ネット局である中京・近畿の各広域圏の独立放送局（独立協）の一部で放送されていた天気予報のことである。各番組の終了後に挿入され、15秒間放送された。

## 概要
テレビ東京が「天気予報自動システム」を導入し、1997年（平成9年）10月1日から2003年（平成15年）3月まで放送していた。基本的にテレビ東京制作番組の本編終了後の15秒間、全国の天気予報を音声合成で伝えていた。このような形態の放送は当番組の放送当時、他系列には存在しなかった。
2000年（平成12年）12月1日に開局したBSジャパン（現・BSテレビ東京）でも、地上波とサイマル放送されていた番組の直後に放映されていた。

## 備考

### オープニング・放送枠
- オープニングは1枚絵であったが、番組タイトルが左右からスライドするものも混在した。なお、オープニングの絵は放送時の季節に合わせたイラストや写真が使われた[注 5]。これに併せてタイトルコール[注 6]を放送した。
- 当番組は15秒枠[1]であったが、初期は30秒枠[1]や150秒枠の設定があった[注 7]。

### 番組に関して
- テレビ東京のみ（関東ローカル）で放送する場合は、関東地方の天気予報[注 8]（伊豆大島、山梨県東部・富士五湖〈ともに郡内地方〉、静岡県東部を含む[注 9]）または予想最高気温[注 10]もしくは東京地方（東京都区部）の週間予報を放送していた[注 11]。
- 音声合成によるナレーション（女性）は1998年秋頃に変更が行われた。BGMの変更時期は不明であるが、タイトルコールの変更は無かった。なお、末期はテレビ東京系列の番組宣伝と併せて放送したこともあったが、それと併せて放送する時は番組宣伝の映像・音声との合成で放送したため、オープニング（タイトルコールを含む）や音声合成による天気予報の解説は無かった。
- 天気マークはテレビ東京で放送する天気予報から流用していたが、放送当時のテレビ東京の天気予報には雷マーク（雷雨のこと）もあった[注 12]。なお、雷マークは後に廃止されたため、現存しない。

### その他
- テレビ東京でアニメ『serial experiments lain』を放送した時（1998年7月 - 同年9月の月曜深夜に放送）は同作品のエンドカードに、当番組につなぐような登場人物1枚画（イラスト制作・安倍吉俊）[注 13]が映った後、すぐに当番組を放送していた。
- テレビ東京はアニメ『フォーチュン・クエストL』（毎日放送主導の制作委員会によって制作され、TBS系列の一部でも放送されたテレビアニメ）のネット局の1つであったが、同番組の後に本番組（30秒バージョン）を放送していた。
- 放送局側の事情により、独立放送局では放送されなかったことがあった[注 14]。なお、テレビ東京系列でも番組編成上の都合により、放送を休止したことがあるが[注 15]、テレビ東京やその系列局が他系列局へ同時ネットを行った場合（例：競輪などのスポーツ中継）の措置は不明である。
- 新潟テレビ21（テレビ朝日系列）にも同題の番組[注 16]があるが、当番組とは無関係である。